# Liste der Biografien/Gio
Liste der Biografien |
Portal Biografien |
Personensuche
# |
A |
B |
C |
D |
E |
F |
G |
H |
I |
J |
K |
L |
M |
N |
O |
P |
Q |
R |
S |
T |
U |
V |
W |
X |
Y |
Z |
?
 
Ga |
Gb |
Gc |
Gd |
Ge |
Gf |
Gh |
Gi |
Gj |
Gk |
Gl |
Gm |
Gn |
Go |
Gp |
Gq |
Gr |
Gs |
Gu |
Gv |
Gw |
Gy |
Gz
 
Gia |
Gib |
Gic |
Gid |
Gie |
Gif |
Gig |
Gih |
Gij |
Gik |
Gil |
Gim |
Gin |
Gio |
Gip |
Gir |
Gis |
Git |
Giu |
Giv |
Giw |
Giy |
Giz
Die Liste der Biografien führt alle Personen auf, die in der deutschsprachigen Wikipedia einen Artikel haben. Dieses ist eine Teilliste mit 282 Einträgen von Personen, deren Namen mit den Buchstaben „Gio“ beginnt.

## Gio
- Gio (* 1990), deutscher Rapper

### Gioa
- Gioannetti, Andrea (1722–1800), Erzbischof von Bologna und Kardinal

### Giob
- Giobando, Ernesto (* 1959), argentinischer römisch-katholischer Ordensgeistlicher, Bischof von Mar del Plata
- Giobbe, Felix (1914–1985), US-amerikanischer Jazzmusiker
- Giobbe, Paolo (1880–1972), italienischer Geistlicher, Diplomat des Heiligen Stuhls und Kurienkardinal
- Giobbi, Roberto (* 1959), Schweizer Zauberkünstler und Fachautor für Kartenkunst
- Giobellina, Silvio (* 1954), Schweizer Bobsportler
- Giobert, Giovanni Antonio (1761–1834), italienischer Chemiker und Mineraloge
- Gioberti, Vincenzo (1801–1852), italienischer Politiker und Philosoph

### Gioc
- Giocangga († 1571), Stammesfürst der Jurchen
- Giocante, Vahina (* 1981), französische Schauspielerin
- Giocondo, Francesco del (1460–1539), florentinischer Seidenhändler und Politiker
- Giocondo, Giovanni (1433–1515), italienischer Dominikaner
- Giocondo, Lisa del (1479–1542), eventuell die Mona-Lisa-VorlageLisa del Giocondo (1479–1542)

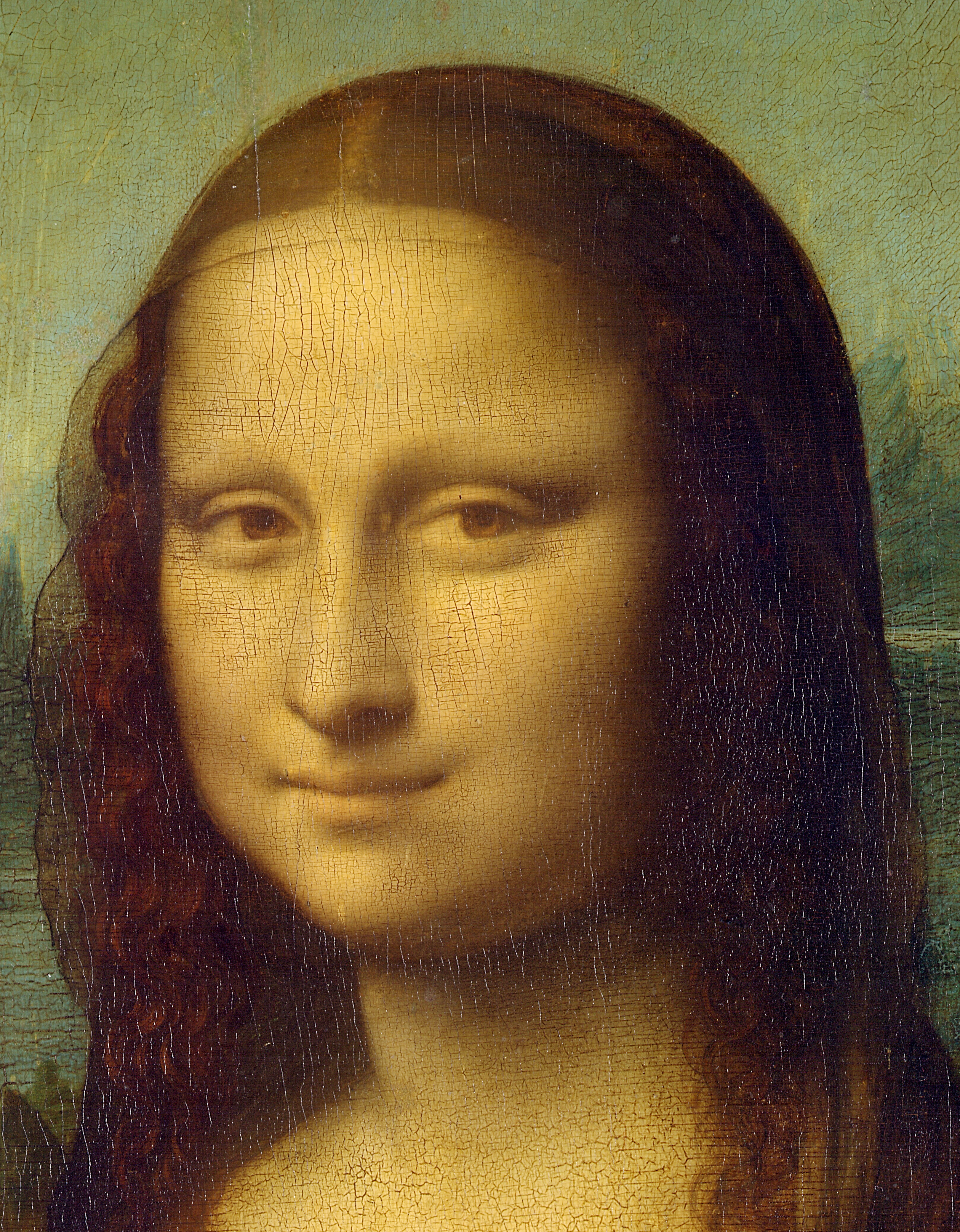
Lisa del Giocondo (1479–1542)

### Gioe
- Gioe, Charles († 1954), italo-amerikanischer Mafioso
- Gioeli, Johnny (* 1967), US-amerikanischer Heavy-Metal-SängerJohnny Gioeli (* 1967)

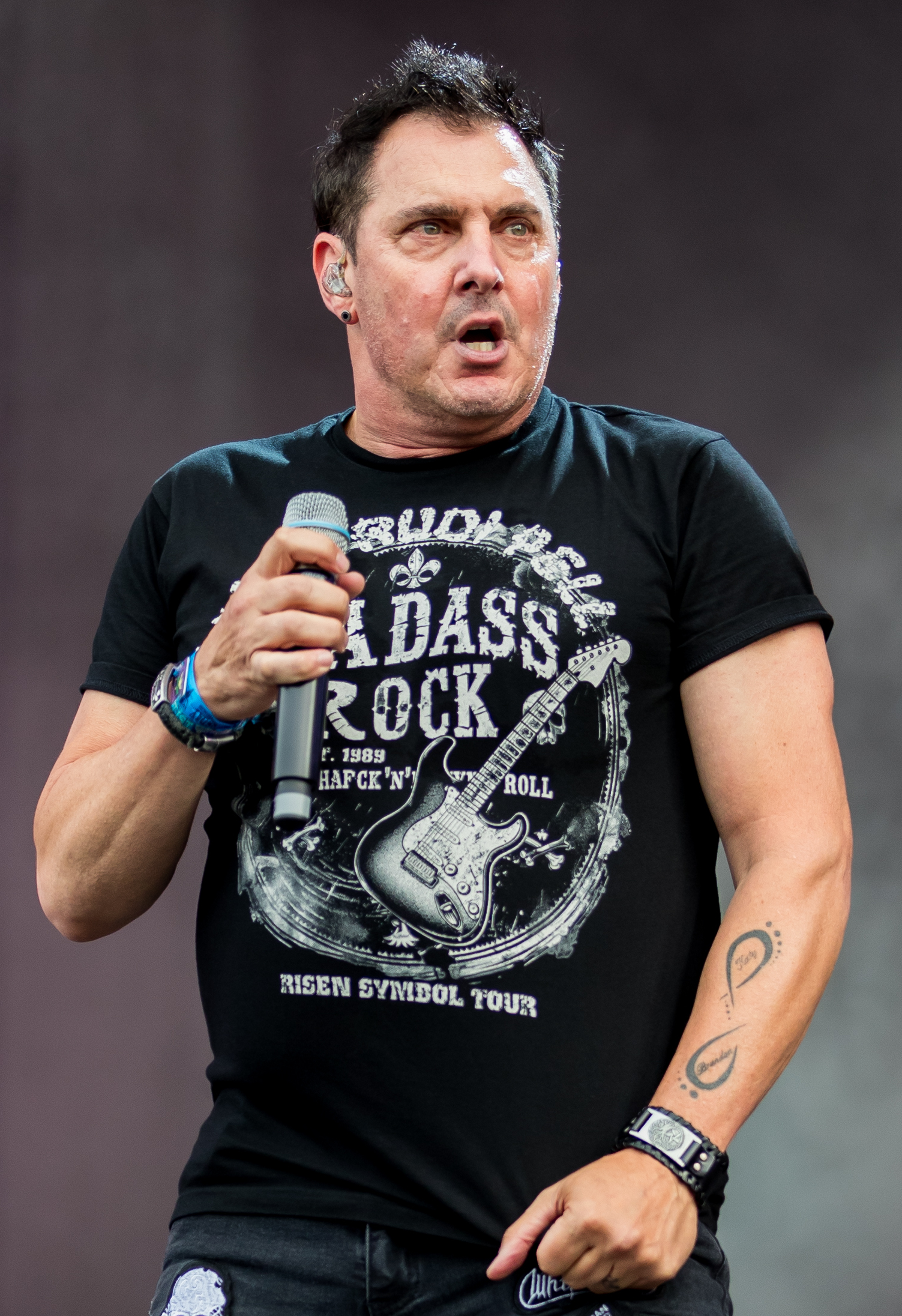
Johnny Gioeli (* 1967)

### Giof
- Gioffredo, Pietro (1629–1692), savoyischer Historiker

### Giog
- Gioga, Bob (1905–1999), US-amerikanischer Jazzmusiker
- Giogoli, André (* 1962), deutscher Fotograf

### Gioi
- Gioi, Vivi (1914–1975), italienische Schauspielerin
- Gioia del Colle-Maler, apulischer Vasenmaler
- Gioia, Alessandra (* 1980), italienische Sopranistin
- Gioia, Dana (* 1950), US-amerikanischer Lyriker, Essayist und Literaturkritiker
- Gioia, Flavio, italienischer Seefahrer
- Gioia, Francesco (* 1938), italienischer Erzbischof der römisch-katholischen Kirche
- Gioia, Gaetano († 1826), italienischer Tänzer und Choreograf
- Gioia, Ted (* 1957), US-amerikanischer Jazzautor und Jazzpianist
- Gioia, Topo (1952–2024), argentinischer Perkussionist
- Gioiero, Giovanni Antonio (1570–1624), Schweizer Politiker, Militär, Gerichtsvorsteher und Podestà
- Gioino, Sergio (* 1974), argentinisch-chilenischer Fußballspieler

### Gioj
- Gioja, Melchiorre (1767–1829), italienischer Philosoph und Nationalökonom

### Giol
- Gioli, Luigi (1854–1947), italienischer Maler, Radierer und Lithograph
- Gioli, Simona (* 1977), italienische Volleyball-Nationalspielerin
- Giolito de’ Ferrari, Gabriele († 1578), venezianischer Drucker, Verleger und Buchhändler
- Giolitti, Antonio (1915–2010), italienischer Politiker
- Giolitti, Giovanni (1842–1928), italienischer Politiker, Mitglied der Camera dei deputati und MinisterpräsidentGiovanni Giolitti (1842–1928)

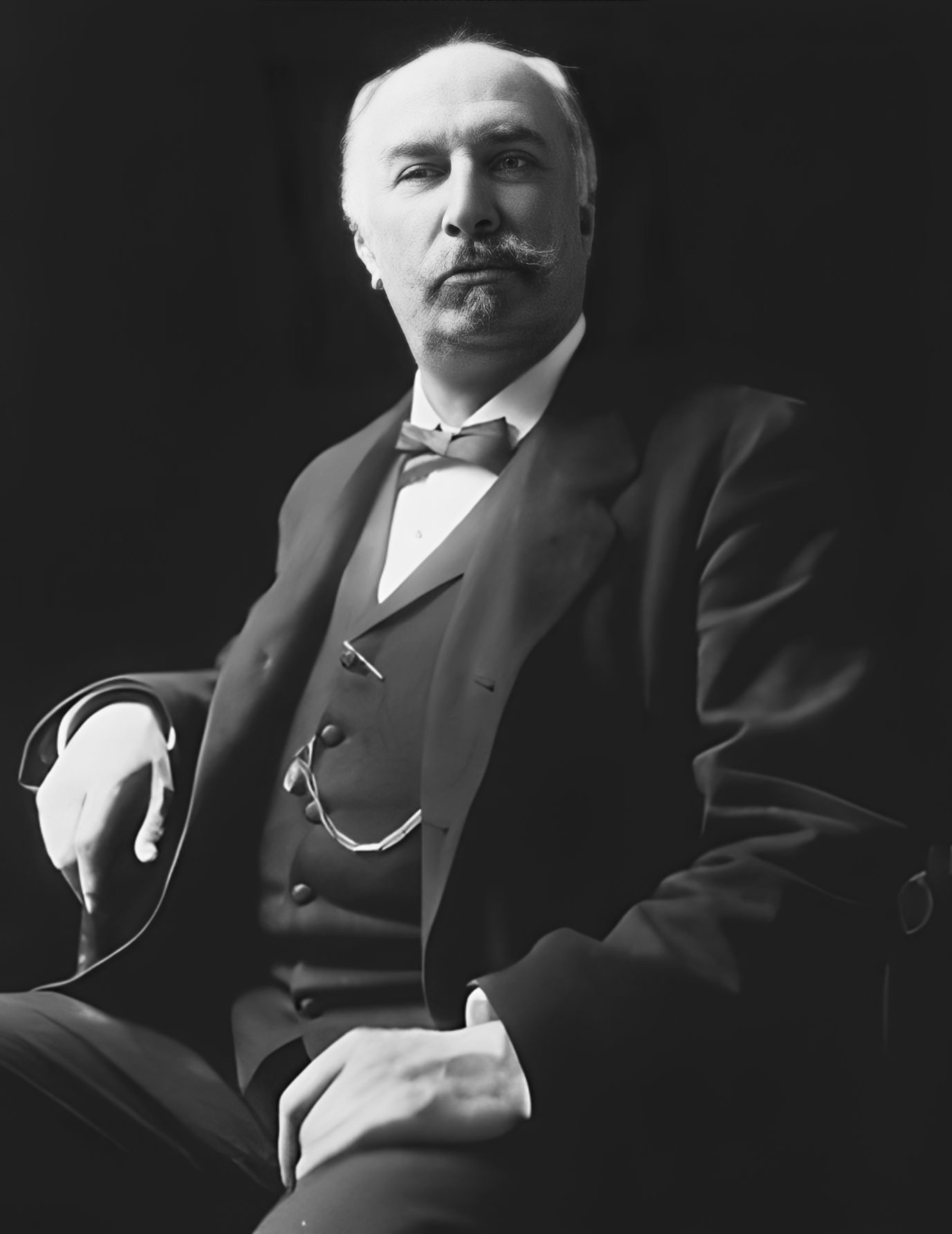
Giovanni Giolitti (1842–1928)

- Giolli, Raffaello (1889–1945), italienischer Architekturkritiker
- Giolo of Moangis († 1692), philippinischer Sklave

### Giom
- Giombanco, Guglielmo (* 1966), italienischer Geistlicher und römisch-katholischer Bischof von Patti
- Giombi, Simone, theoretischer Physiker
- Giombini, Laura (* 1989), italienische Beachvolleyballspielerin
- Giombini, Marcello (1928–2003), italienischer Filmkomponist
- Giombini, Pierluigi (* 1956), italienischer Komponist, Musiker und Produzent

### Gion
- Gion, Christian (* 1940), französischer Regisseur
- Gion, Dirk (* 1965), deutscher Moderator, Regisseur, Produzent und Stunt-Koordinator
- Gion, Joel (* 1970), US-amerikanischer Musiker
- Gion, Johann (1864–1962), österreichischer Politiker (SDAP), Landtagsabgeordneter
- Gion, Nankai (1676–1751), japanischer Maler
- Gionathan, italienischer Songwriter, Produzent und Videomacher
- Giongo, Fabio (1928–2019), italienischer Opernsänger (Bassbariton)
- Giongo, Franco (1891–1981), italienischer Leichtathlet
- Gioni, Massimiliano (* 1973), italienischer Kurator und Kunstkritiker
- Gionis, Panagiotis (* 1980), griechischer Tischtennisspieler
- GionnyScandal (* 1991), italienischer Rapper
- Giono, Jean (1895–1970), französischer Schriftsteller und ErzählerJean Giono (1895–1970)

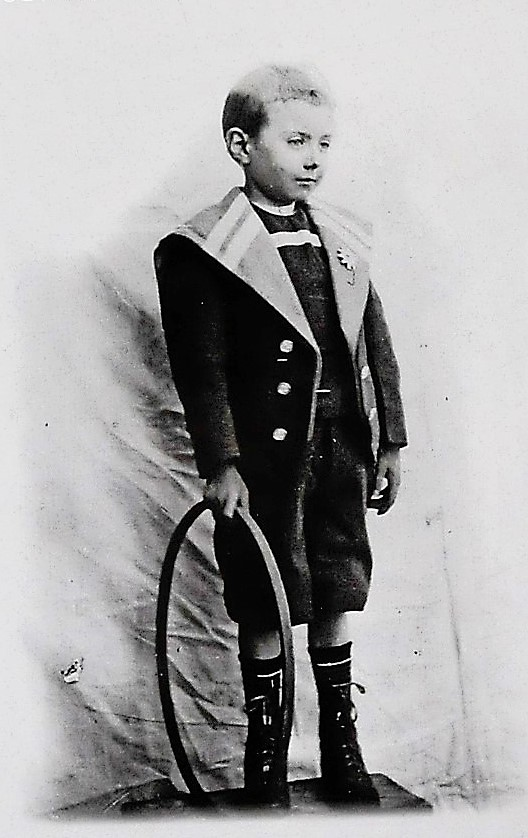
Jean Giono (1895–1970)

- Gionta, Brian (* 1979), US-amerikanischer Eishockeyspieler
- Gionta, Salvatore (* 1930), italienischer Wasserballspieler
- Gionta, Stephen (* 1983), US-amerikanischer Eishockeyspieler
- Gionzon, Juanito (* 1962), philippinischer Dartspieler

### Giop
- Giopp, Giobbe (1902–1983), italienischer Ingenieur und Antifaschist

### Gior
- Giorbelidse, Guram (* 1996), georgischer Fußballspieler
- Giordan, Raoul (1926–2017), französischer Comiczeichner
- Giordana, Andrea (* 1946), italienischer Film- und Theaterschauspieler
- Giordana, Marco Tullio (* 1950), italienischer Drehbuchautor und Regisseur
- Giordana, Mario (* 1942), katholischer Geistlicher, emeritierter Erzbischof und Diplomat des Heiligen Stuhls
- Giordani, Aldo (1914–1982), italienischer Kameramann
- Giordani, Brando (1931–2012), italienischer Fernsehregisseur
- Giordani, Carloalberto (* 1997), italienischer Radrennfahrer
- Giordani, Claudia (* 1955), italienische Skirennläuferin
- Giordani, Giovanni (1822–1890), italienischer Arzt, Alpinist und Dialektologe
- Giordani, Giuseppe (1751–1798), italienischer Komponist der Klassik
- Giordani, Leonardo (* 1977), italienischer Radrennfahrer
- Giordani, Luigi (1822–1893), italienischer Kardinal, Erzbischof von Ferrara
- Giordani, Marcello (1963–2019), italienischer Opernsänger der Stimmlage Tenor
- Giordani, Pietro (1774–1848), italienischer Schriftsteller
- Giordani, Robert (1907–1981), französischer Filmarchitekt
- Giordani, Tommaso († 1806), italienischer Komponist
- Giordani, Ugo Fabrizio (* 1956), italienischer Film- und Fernsehregisseur
- Giordano, Aldo (1954–2021), italienischer Geistlicher, römisch-katholischer Erzbischof und Diplomat des Heiligen Stuhls
- Giordano, Anna (* 1965), italienische Ornithologin und Naturschützerin
- Giordano, Anthony (1915–1980), US-amerikanischer Mafioso
- Giordano, Antonio (1459–1530), Jurist und politischer Berater
- Giordano, Bernardino (* 1970), italienischer römisch-katholischer Geistlicher, Bischof von Pitigliano-Sovana-Orbetello und Grosseto
- Giordano, Bruno (* 1956), italienischer Fußballspieler und -trainer
- Giordano, Bruno (* 1991), uruguayischer Fußballspieler
- Giordano, Christian (1945–2018), Schweizer Volkskundler
- Giordano, Daniela (1946–2022), italienische Schauspielerin
- Giordano, Davide (1864–1954), italienischer Chirurg, Bürgermeister Venedigs (1920–1923)
- Giordano, Dick (1932–2010), US-amerikanischer Comiczeichner und -redakteur
- Giordano, Domiziana (* 1959), italienische Künstlerin und SchauspielerinDomiziana Giordano (* 1959)

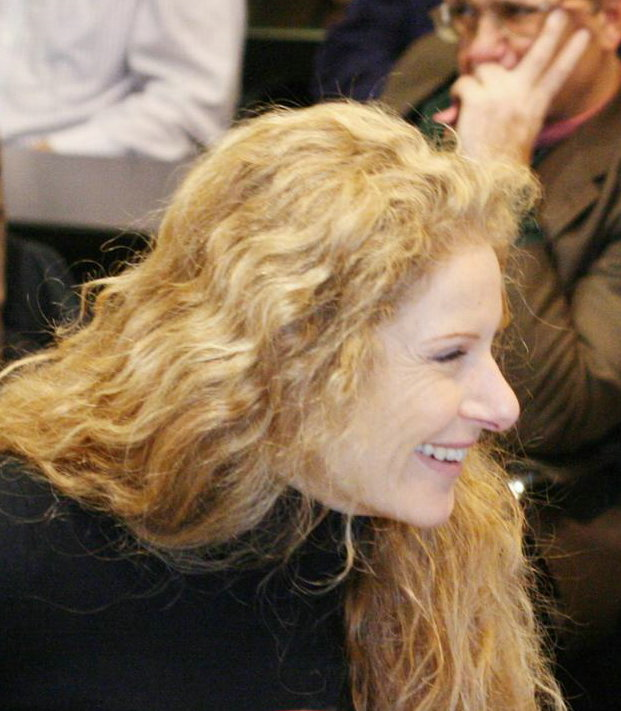
Domiziana Giordano (* 1959)

- Giordano, Emanuela (* 1957), italienische Schauspielerin, Dramatikerin sowie Theater- und Filmregisseurin
- Giordano, Filippa (* 1974), italienisch-mexikanische Sängerin
- Giordano, Frank (* 1980), deutscher Radioonkologe und Hochschullehrer
- Giordano, Giacomo († 1661), italienischer Benediktiner und katholischer Bischof
- Giordano, Laura (* 1977), italienische Leichtathletin, Duathletin und Triathletin
- Giordano, Laura (* 1979), italienische Opernsängerin (Sopran)
- Giordano, Luca (1634–1705), italienischer Maler und Radierer
- Giordano, Maddalena (* 2003), italienische Tennisspielerin
- Giordano, Marco (* 1996), italienischer Shorttracker
- Giordano, Maria (* 1981), italienische Frau und Kronzeugin gegen die ’Ndrangheta
- Giordano, Mariangela (1937–2011), italienische Schauspielerin
- Giordano, Mario (* 1963), deutscher SchriftstellerMario Giordano (* 1963)

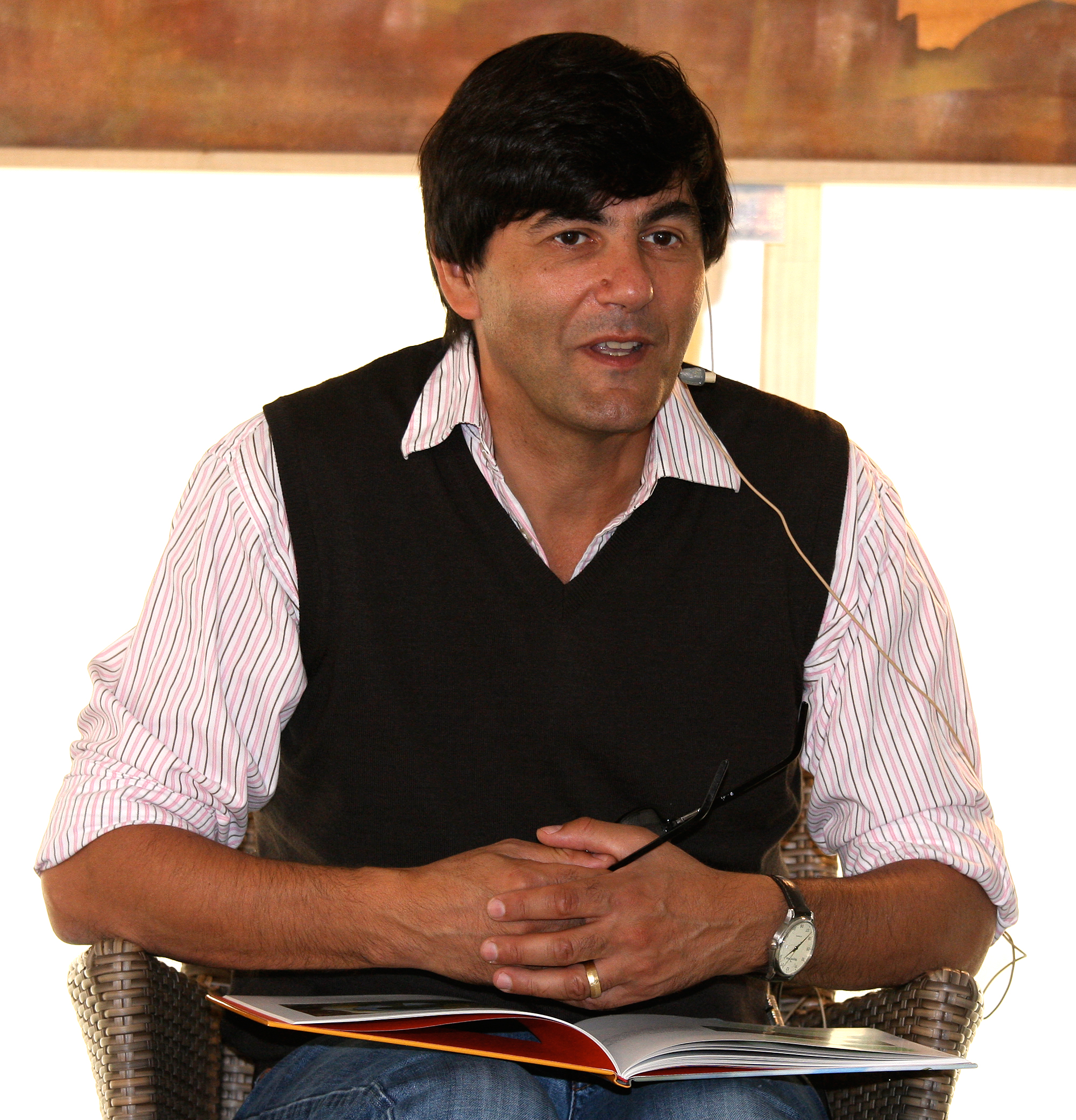
Mario Giordano (* 1963)

- Giordano, Mark (* 1983), kanadischer Eishockeyspieler
- Giordano, Martine (1944–2012), französische Filmeditorin
- Giordano, Massimo (* 1971), italienischer Opernsänger (Tenor)
- Giordano, Mathilde (* 1979), französische Beachvolleyballspielerin
- Giordano, Michele (1930–2010), italienischer Geistlicher, Erzbischof von Neapel und Kardinal der römisch-katholischen Kirche
- Giordano, Paolo (* 1982), italienischer Physiker und Schriftsteller
- Giordano, Peggy C., US-amerikanische Soziologin und Kriminologin
- Giordano, Ralph (1923–2014), deutscher Journalist, Schriftsteller und RegisseurRalph Giordano (1923–2014)

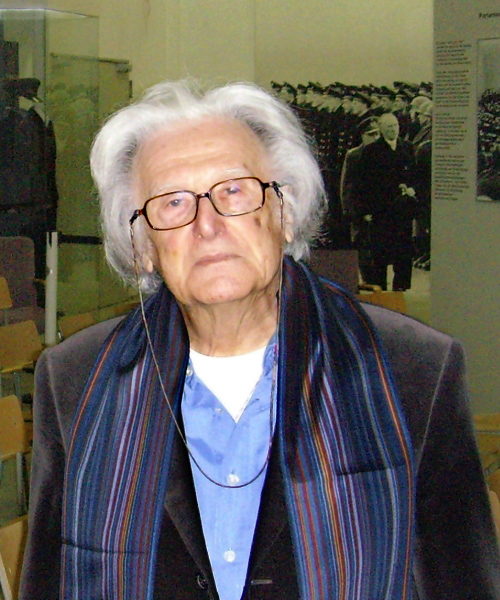
Ralph Giordano (1923–2014)

- Giordano, Stefano, italienischer Maler
- Giordano, Tyrone (* 1976), US-amerikanischer Schauspieler
- Giordano, Umberto (1867–1948), italienischer Komponist (hauptsächlich Opern)
- Giordano, Vince (* 1952), US-amerikanischer Jazzmusiker
- Giordimaina, Paul (* 1960), maltesischer Sänger und Komponist
- Giordmaine, Joseph (* 1933), kanadischer Physiker
- Giorgadse, Igor (* 1950), georgischer Politiker
- Giorgadse, Miriani (* 1976), georgischer Ringer
- Giorgadse, Tamas (* 1947), georgischer Schachgroßmeister
- Giorgelli, Gabriella (* 1941), italienische Schauspielerin
- Giorgetti, Alvaro (1912–2002), italienisch-französischer Radrennfahrer
- Giorgetti, Franco (1902–1983), italienischer Radrennfahrer
- Giorgetti, Giancarlo (* 1966), italienischer Politiker
- Giorgetti, Roberto (* 1962), san-marinesischer Politiker
- Giorgi Bertola, Aurelio de’ (1753–1798), italienischer Dichter
- Giorgi I. († 1027), König von Georgien
- Giorgi II. († 1112), georgischer König
- Giorgi III. († 1184), georgischer König
- Giorgi IV. Lascha (1193–1223), georgischer König
- Giorgi VI. (1308–1314), König von Georgien
- Giorgi, Alejandro Daniel (* 1959), argentinischer Geistlicher, römisch-katholischer Weihbischof in Buenos Aires
- Giorgi, Alex (* 1957), italienischer Skirennläufer
- Giorgi, Camila (* 1991), italienische TennisspielerinCamila Giorgi (* 1991)

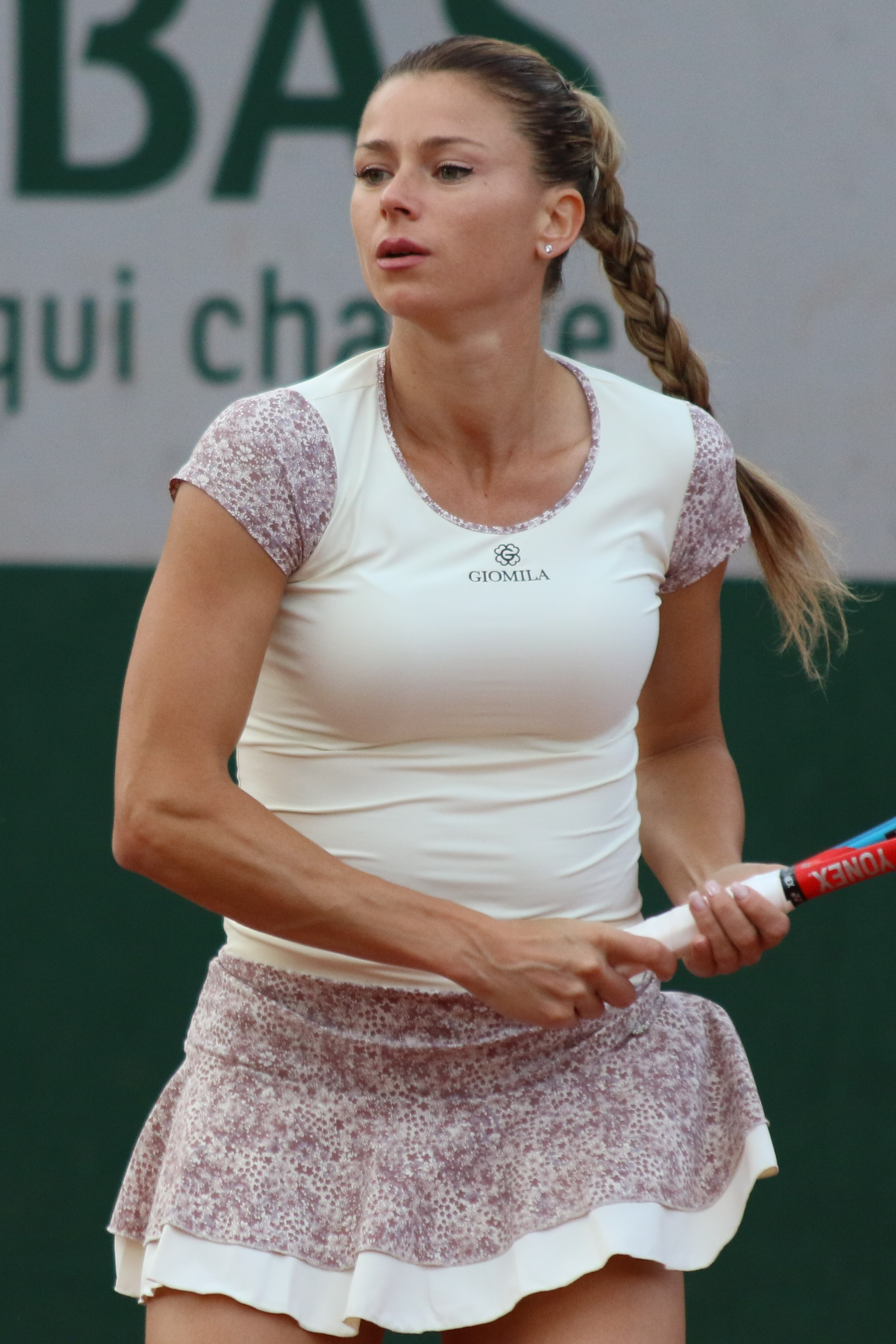
Camila Giorgi (* 1991)

- Giorgi, Claudio (* 1944), italienischer Schauspieler und Filmregisseur
- Giorgi, Débora (* 1959), argentinische Ökonomin
- Giorgi, Eleonora (1953–2025), italienische Schauspielerin
- Giorgi, Eleonora (* 1989), italienische Geherin
- Giorgi, Filippo (* 1959), italienischer Klimatologe
- Giorgi, Giovanni († 1762), italienischer Kirchenkomponist des Spätbarock und der Vorklassik
- Giorgi, Giovanni (1871–1950), italienischer Physiker und Mathematiker
- Giorgi, Hugo (* 1920), argentinischer Fußballspieler
- Giorgi, Oreste (1856–1924), italienischer Kurienkardinal der römisch-katholischen Kirche
- Giorgi, Virginia (1914–1991), italienische Turnerin
- Giorgia (* 1971), italienische Sängerin, Songwriterin und Radiomoderatorin
- Giorgieri, Licio (1925–1987), italienischer Luftwaffengeneral
- Giorgini, Daniele (* 1984), italienischer Tennisspieler
- Giorgio da Sebenico († 1475), italienischer Bildhauer und Architekt
- Giorgio d’Aquila († 1348), Maler
- Giorgio di Giovanni († 1559), Maler der Renaissance und Festungsbaumeister
- Giorgio I. (1936–2009), italienischer Blumenhändler, selbsterklärter Fürst von Seborga
- Giorgio, Luigi (* 1966), italienischer Autorennfahrer
- Giorgio, Marosa di (1932–2004), uruguayische Dichterin
- Giorgio, Timo di (* 1988), deutscher Futsal- und Fußballspieler
- Giorgioli, Francesco Antonio (1655–1725), Schweizer Barockmaler
- Giorgione (* 1478), italienischer Maler der RenaissanceGiorgione (* 1478)

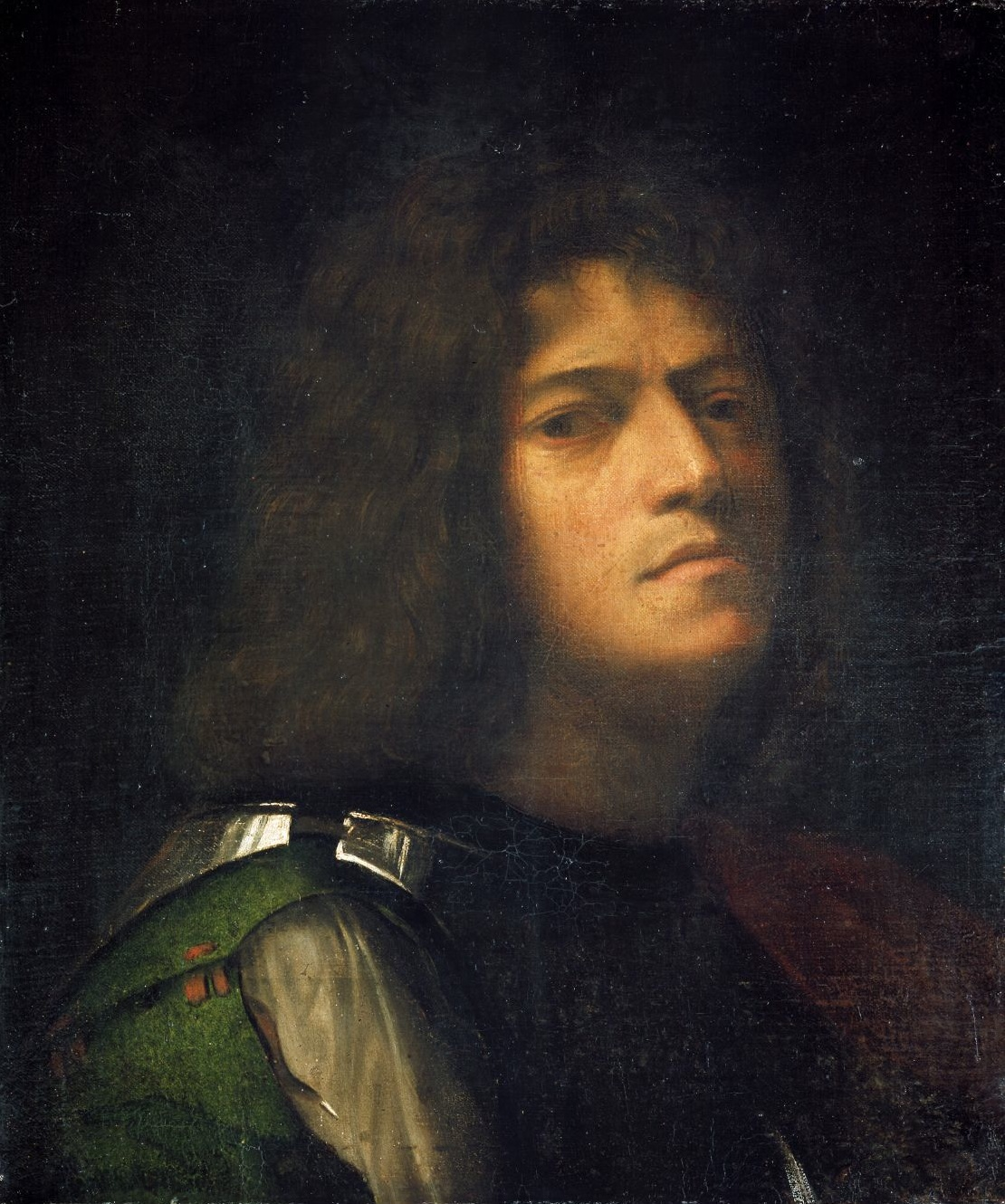
Giorgione (* 1478)

- Giorgios, König des christlichen, nubischen Königreiches von Alwa
- Giorgios I., König des christlichen, nubischen Königreiches von Makuria
- Giorgios IV. (1106–1158), nubischer König von Makuria, Nubien
- Giori, Angelo (1586–1662), Kardinal der römisch-katholischen Kirche
- Gioria, Daniela (* 1979), italienische Beachvolleyballspielerin
- Giorlando, Leonardo (* 1960), italienischer Radrennfahrer
- Giorna, Michele Spirito (1741–1809), italienischer Zoologe (Ichthyologie) und Anatom
- Giornelli, Franco (* 1931), italienischer Schauspieler, Produktionsleiter und Regisseur
- Giorni, Aurelio (1895–1938), italienisch-amerikanischer Pianist und Komponist
- Giorno, John (1936–2019), US-amerikanischer Performancekünstler und PoetJohn Giorno (1936–2019)

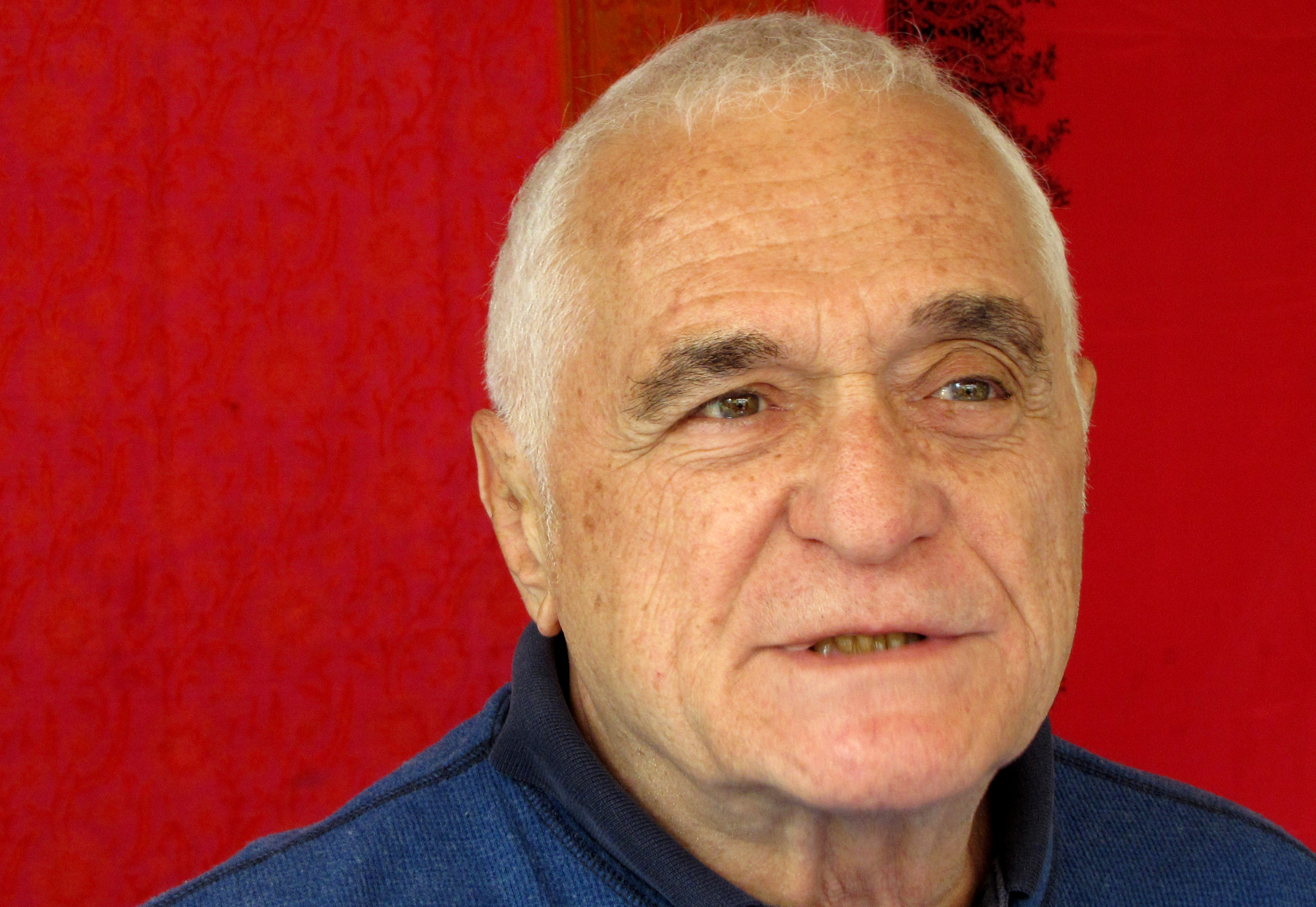
John Giorno (1936–2019)

- Giornovichi, Giovanni († 1804), italienischer Violinvirtuose und Komponist
- Giørtz, Anne Marie (* 1958), norwegische Jazzsängerin

### Gios
- Gios, Mario (* 1936), italienischer Eisschnellläufer
- Giosa, Sue (* 1953), US-amerikanische Theater- und Filmschauspielerin
- Giosan, Nicolae (1921–1990), rumänischer Politiker (PCR), Agrarwissenschaftler und Hochschullehrer

### Giot
- Giot, Marc (* 1981), südafrikanischer Eishockeyspieler
- Gioti, Artemi-Maria (* 1990), Komponistin und Forscherin
- Gioti, Marina (* 1972), griechische Videokünstlerin
- Giotis, Marios (* 2002), griechisch-deutscher Basketballspieler
- Giotopoulos, Alexandros (* 1944), griechischer Anführer der Terrororganisation 17. November
- Giotopoulou-Marangopoulou, Aliki (1917–2018), griechische Kriminologin, Hochschulprofessorin und Frauenrechtlerin
- Giotti, Virgilio (1885–1957), italienischer Dichter und Schriftsteller
- Giottino, italienischer Maler
- Giotto di Bondone († 1337), italienischer Maler

### Giou
- Giou de Briou, Theodor (1649–1720), kurbrandenburger Generalmajor und erster Kommandeur der Gensdarmes
- Gioulakis, Mike, US-amerikanischer Kameramann
- Gioulami, Dagny (* 1970), schweizerisch-griechische Schauspielerin, Schriftstellerin und Librettistin
- Gioulekas, Sotiris (* 1979), griechischer Basketballspieler
- Gioura, Derog (1932–2008), nauruischer Politiker und ehemaliger Präsident der Republik Nauru
- Giourbouz, Chalime (* 1979), griechische Radrennfahrerin
- Giousouf, Cemile (* 1978), deutsche Politikerin (CDU), MdBCemile Giousouf (* 1978)

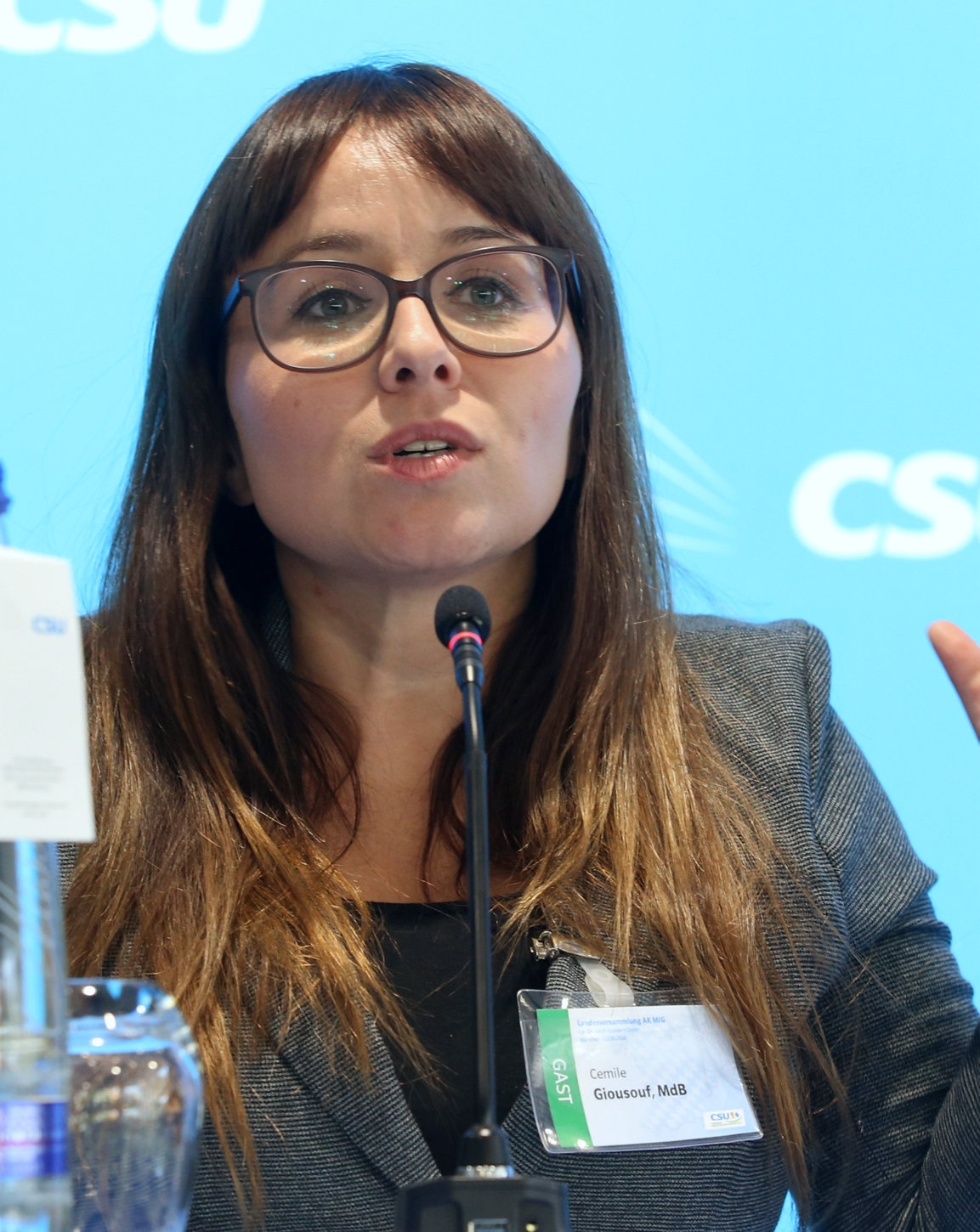
Cemile Giousouf (* 1978)

- Giouvetsis, Konstantinos (* 1999), griechischer Wasserballer

### Giov
- Giovacchini, Ulderico (1890–1965), italienischer Maler
- Giovagnini, Valentina (1980–2009), italienische Sängerin
- Giovagnoli, Gino (* 1951), san-marinesischer Politiker
- Giovagnoli, Raffaello (1838–1915), italienischer Schriftsteller und Historiker
- Giovanardi, Carlo (* 1950), italienischer Politiker (UDC)
- Giovanardi, Eleonora (* 1982), italienische Schauspielerin
- Giovanardi, Fabrizio (* 1966), italienischer Rennfahrer
- Giovane, Juliane (1766–1805), deutsche Schriftstellerin
- Giovanella, Everton (* 1970), brasilianischer Fußballspieler
- Giovanelli zu Gerstburg und Hörtenberg, Ignaz von (1815–1889), österreichischer Politiker, Landtagsabgeordneter
- Giovanelli zu Gerstburg und Hörtenberg, Joseph von (1784–1845), Tiroler Freiheitskämpfer und Politiker
- Giovanelli, Giuseppe (1824–1886), Bürgermeister von Venedig
- Giovanelli, Gordon (1925–2022), US-amerikanischer Ruderer
- Giovanelli, Joseph von (1750–1812), Tiroler Freiheitskämpfer und Politiker
- Giovanelli, Lorenz (1915–1976), Schweizer Volksmusiker und Komponist
- Giovanelli, Riccardo (1946–2022), italienischer Astronom
- Giovanetti, Maëlle (* 1986), deutsch-französische Schauspielerin
- Giovani, Maretha Dea (* 1994), indonesische Badmintonspielerin
- Giovanna von Savoyen (1907–2000), italienische Prinzessin, bulgarische ZarinGiovanna von Savoyen (1907–2000)

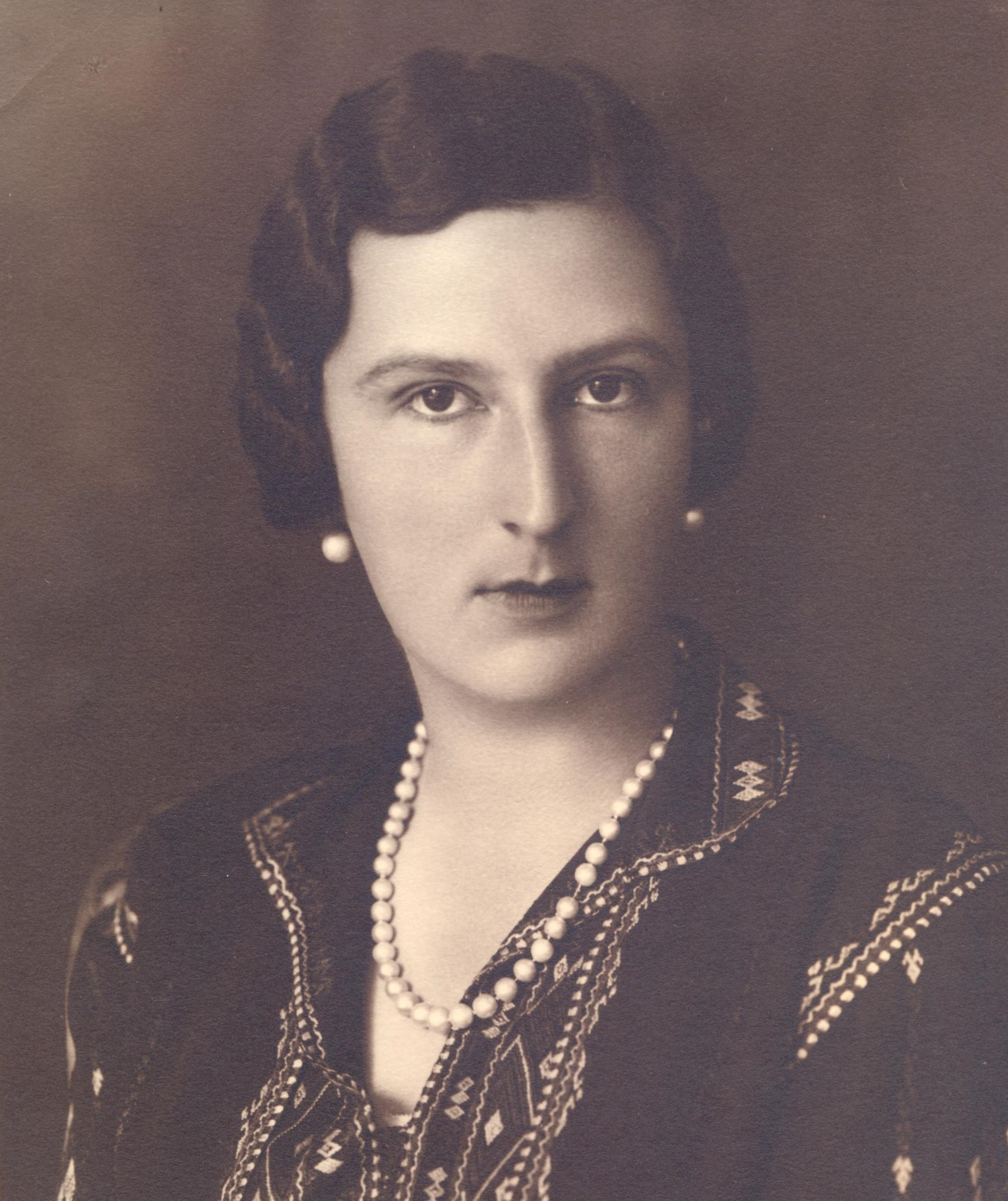
Giovanna von Savoyen (1907–2000)

- Giovannelli, Ruggiero († 1625), italienischer Sänger, Kapellmeister und Komponist
- Giovannelli-Blocher, Judith (1932–2024), Schweizer Schriftstellerin
- Giovannello da Itala, italienischer Maler
- Giovannetti, Adriano (1884–1958), italienischer Filmregisseur und Drehbuchautor
- Giovannetti, Luciano (1934–2024), italienischer Geistlicher, römisch-katholischer Bischof von Fiesole
- Giovannetti, Luciano (* 1945), italienischer Sportschütze und zweifacher Olympiasieger
- Giovannetti, Luigi Pericle (1916–2001), Schweizer Grafiker
- Giovannetti, Marco (* 1962), italienischer Radrennfahrer
- Giovannetti, Matteo, italienischer Maler
- Giovanni Agostino da Lodi, italienischer Maler der Renaissance
- Giovanni Antonio da Brescia, italienischer Kupferstecher
- Giovanni Augusto (* 1989), brasilianischer Fußballspieler
- Giovanni Battista († 1567), italienischer Architekt, Bildhauer und Steinmetz der Renaissance
- Giovanni da Baiso († 1390), italienischer Holzschnitzer
- Giovanni da Bologna (1529–1608), Bildhauer des Manierismus
- Giovanni da Campione, italienischer Bildhauer
- Giovanni da Cascia, italienischer Komponist
- Giovanni da Legnano († 1383), italienischer Jurist
- Giovanni da Milano, lombardischer Maler der Spätgotik
- Giovanni da Nola († 1558), italienischer Bildhauer der Renaissance
- Giovanni da Procida (1210–1298), italienischer Arzt
- Giovanni da Rimini, italienischer Maler des Mittelalters
- Giovanni da San Giovanni (1592–1636), italienischer Maler
- Giovanni da Udine (1487–1564), italienischer Maler der Renaissance
- Giovanni da Velletri († 1230), italienischer Geistlicher und Bischof von Florenz
- Giovanni dalle Bande Nere (1498–1526), italienischer CondottiereGiovanni dalle Bande Nere (1498–1526)

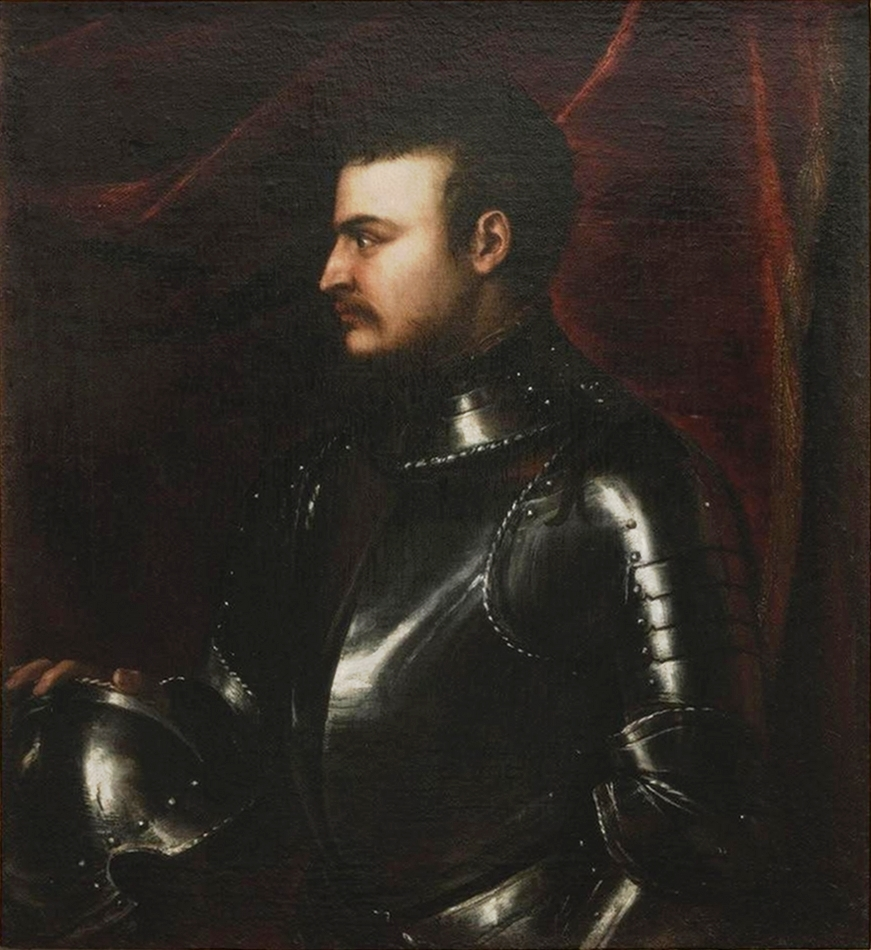
Giovanni dalle Bande Nere (1498–1526)

- Giovanni d’Anagni († 1457), italienischer Jurist, Presbyter und Kanoniker
- Giovanni de Marignolli, italienischer Franziskanerbischof, Päpstlicher Legat, kaiserlicher Hofkaplan und Geschichtsschreiber
- Giovanni dei Porcari († 1486), italienischer römisch-katholischer Bischof
- Giovanni di Candida, italienischer Diplomat, Historiker, Kleriker und Hobbymedailleur
- Giovanni di Mastro Pedrino († 1465), italienischer Maler des Mittelalters
- Giovanni di Paolo († 1482), italienischer Maler der Frührenaissance
- Giovanni di Stefano (* 1444), italienischer Bildhauer
- Giovanni Domenico da Nola († 1592), italienischer Komponist und Dichter
- Giovanni Galbaio, Doge von Venedig (etwa 787–803)
- Giovanni I. Bentivoglio († 1402), italienischer Adeliger; Alleinherrscher in Bologna
- Giovanni I. Orsini († 1317), Herr von Kefalonia, Pfalzgraf von Kefalonia
- Giovanni II. Bentivoglio (1443–1508), italienischer Adeliger; Alleinherrscher in Bologna (1463–1506)
- Giovanni Minio da Murrovalle († 1312), italienischer Kardinal, Generalminister der Franziskaner
- Giovanni Orseolo (984–1007), Mitdoge von Venedig (1002–1007)
- Giovanni, Aria (* 1977), US-amerikanische Pornodarstellerin und ModelAria Giovanni (* 1977)

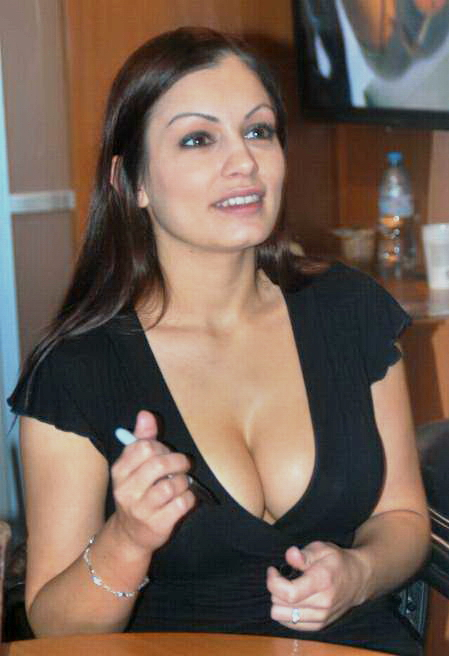
Aria Giovanni (* 1977)

- Giovanni, Berto di, Maler in Perugia
- Giovanni, Janine di (* 1961), US-amerikanische Journalistin und Autorin
- Giovanni, José (1923–2004), französisch-schweizerischer Schriftsteller und Filmemacher
- Giovanni, Kearran (* 1981), US-amerikanische Schauspielerin
- Giovannini, Adalberto (1940–2025), Schweizer Althistoriker
- Giovannini, Alberto (1842–1903), italienischer Komponist und Musikpädagoge
- Giovannini, Andrea (* 1993), italienischer Eisschnellläufer
- Giovannini, Attilio (* 1915), italienischer Filmkritiker und Trickfilmer
- Giovannini, Attilio (1924–2005), italienischer Fußballspieler
- Giovannini, Bettina (* 1958), italienische Schauspielerin, Tänzerin und Model
- Giovannini, Enrico (* 1957), italienischer Wirtschaftswissenschaftler, Wirtschaftsstatistiker und Minister
- Giovannini, Franck (* 1974), Schweizer KochFranck Giovannini (* 1974)

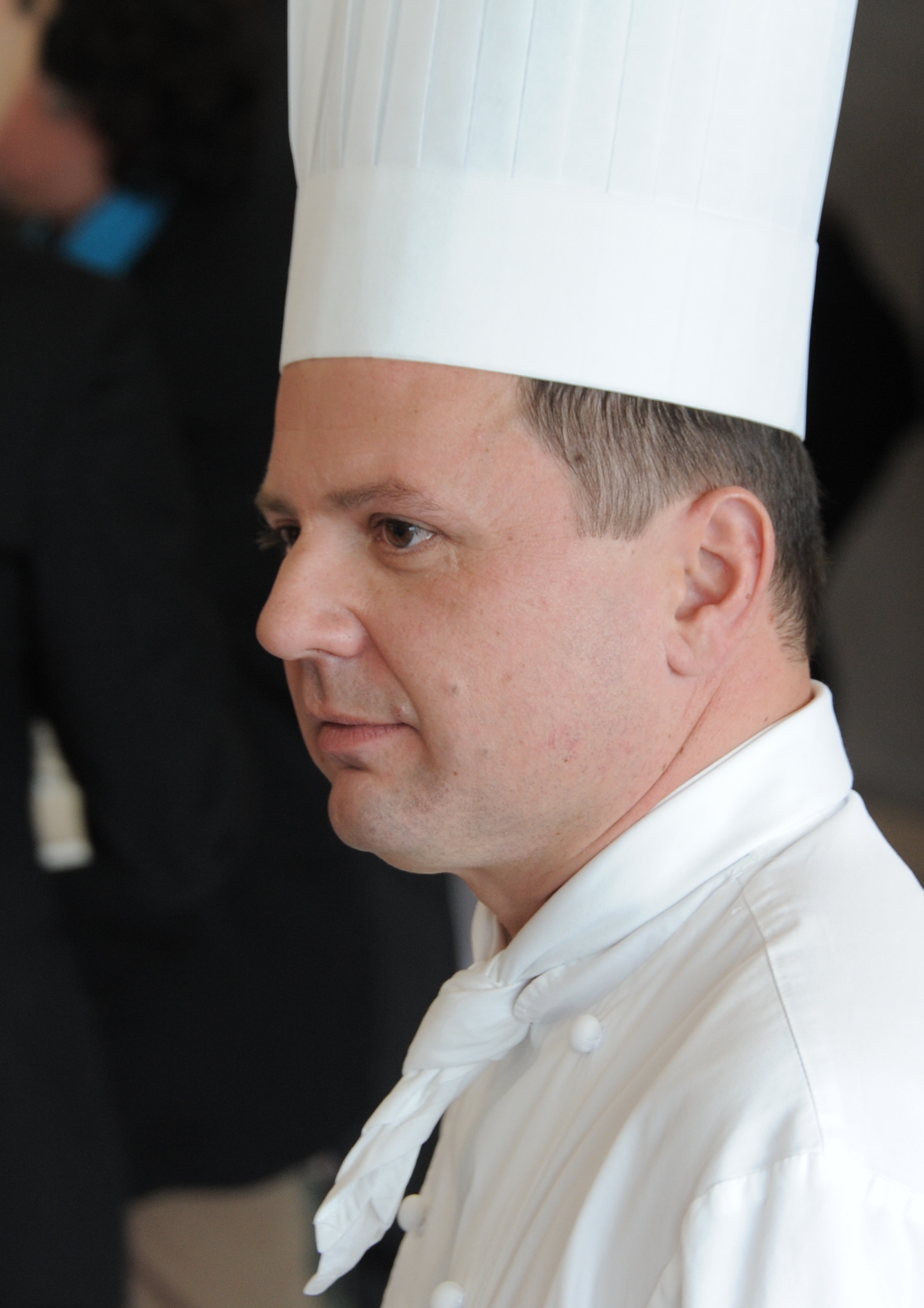
Franck Giovannini (* 1974)

- Giovannini, Luisina (* 2006), argentinische Tennisspielerin
- Giovannini, Nestor (* 1961), argentinischer Boxer
- Giovannini, Raimondo († 1829), italienischer römisch-katholischer Geistlicher, Zisterzienser, Abt und Generalabt
- Giovannini, Rudy (* 1966), italienischer Tenor und Sänger volkstümlicher Musik (Südtirol)
- Giovannini, Sandro (1915–1977), italienischer Theaterautor
- Giovannoni, Günther (* 1971), Schweizer Anthropologe, Direktor der Nationalphonothek
- Giovannoni, Gustavo (1873–1947), italienischer Architekt
- Giovannoni, Stefano (* 1954), italienischer Architekt und Designer
- Giovanoli, Dumeng (* 1941), Schweizer Skirennfahrer
- Giovanoli, Fritz (1898–1964), Schweizer Kantonspolitiker
- Giove, Missy (* 1972), US-amerikanische Mountainbikerin
- Giovenale, Flávio (* 1954), italienischer Ordensgeistlicher, Missionar und römisch-katholischer Bischof von Cruzeiro do Sul
- Giovene, Andrea (1904–1995), italienischer Schriftsteller
- Giovesi, Kevin (* 1993), italienischer Automobilrennfahrer
- Giovi, Andrea (* 1983), italienischer Volleyballspieler
- Giovinazzi, Antonio (* 1993), italienischer Automobilrennfahrer
- Giovinazzo, Buddy (* 1957), US-amerikanischer Schriftsteller, Filmemacher und Regisseur
- Giovinazzo, Carmine (* 1973), US-amerikanischer SchauspielerCarmine Giovinazzo (* 1973)

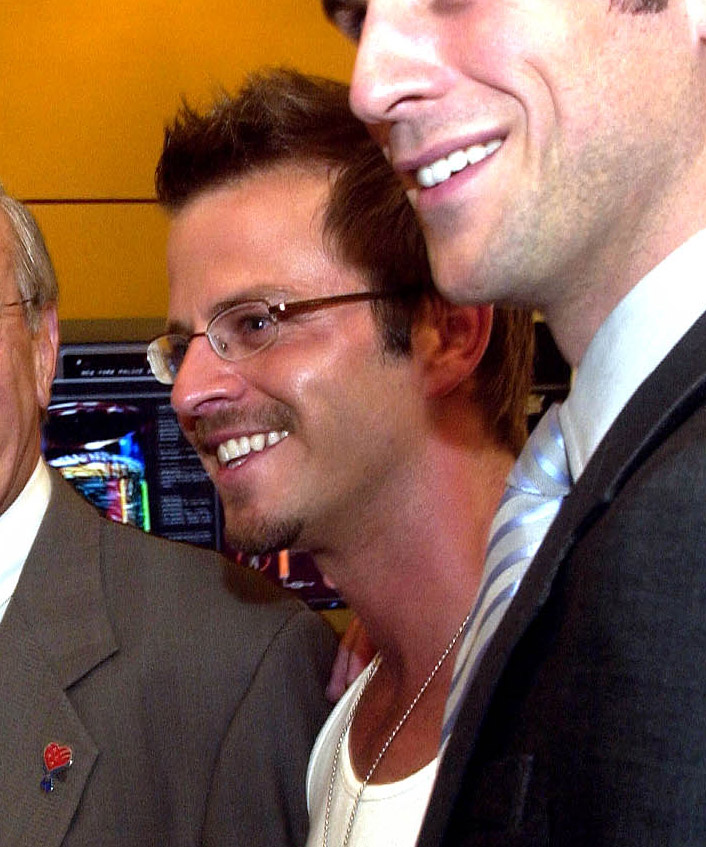
Carmine Giovinazzo (* 1973)

- Giovinazzo, Girolamo (* 1968), italienischer Judoka
- Giovinco, Sebastian (* 1987), italienischer Fußballspieler
- Giovine, Claudia (* 1990), italienische Tennisspielerin
- Giovinetto, Mario (1933–2024), kanadischer Geologe, Klimatologe und Geograph
- Giovio, Paolo († 1552), italienischer Humanist, Geschichtsschreiber und Bischof